# كارل بيركهارت
كارل بيركهارت هو دراج سويسري، ولد في 10 مايو 1908، وتوفي في 1976.

## وصلات خارجية
- كارل بيركهارت على موقع أوليمبيديا (الإنجليزية)